# Hermann Henrich Meier junior
 Hermann Henrich Meier  (* 21. Dezember 1845 in Bremen; † 9. August 1905 in Bad Harzburg) war ein deutscher Jurist, Unternehmer und  Kunstmäzen. 

## Biografie
Meier war der Sohn des Gründers des Norddeutschen Lloyds Hermann Henrich Meier. Er absolvierte das Alte Gymnasium in Bremen und studierte Rechtswissenschaften an der Universität Göttingen, der Universität Heidelberg und der Humboldt-Universität zu Berlin. In Göttingen promovierte er 1868 zum Dr. iur. Er arbeitete im Geschäft seines Vaters und wurde 1872 Teilhaber der Firma H.H. Meier & Co. 1871/72 unternahm er eine größere Reise nach Großbritannien. 
Meier hatte ein großes Interesse für die Musik und für die Kunst. Lange Jahre war er Vorsitzender des Kunstvereins in Bremen, zu dessen Erfolgen es gehörte, dass 1902 die Kunsthalle Bremen eingeweiht werden konnte. Meier baute eine beachtliche Sammlung moderner Graphiken auf und vermachte sie zu einem großen Teil dem Kunstverein für die Kunsthalle.